# 大眼穗肩䲁
大眼穗肩䲁（學名：Cirripectes chelomatus），又稱大眼項鬚䲁，為輻鰭魚綱鳚形目䲁科穗肩䲁屬的一種，分布於西太平洋澳洲東部、巴布亞紐幾內亞至斐濟、東加，南至豪勳爵島海域，深度0至16公尺，本魚體呈長橢圓形且側扁，下唇內側光滑，外側有褶皺。上唇小圓齒29-43，頭部感覺孔系統簡單，眶上3-12條觸鬚、鼻部6-25條觸鬚、頸瓣22-45條觸鬚，全身無鱗片，全身棕色，頭部帶有紅色小斑點，虹膜紅色，胸鰭黃色，背鰭硬棘12-13枚、背鰭軟條14-16枚、臀鰭硬棘2枚、臀鰭軟條15-17枚，體長可達9.4公分，成魚棲息在珊瑚礁及岩礁區，通常躲在洞穴，一旦遇危險時以倒游方式躲入小洞穴中，僅露出頭部注視敵人，具領域性，幼魚為浮游性，雌魚產附著性卵，雄魚有護卵行為，可作為觀賞魚。